# Ralph A. Alpher
Ralph A. Alpher (3. února 1921 Washington, D.C. – 12. srpna 2007 Austin) byl americký fyzik a kosmolog, který na počátku 50. let 20. století udělal přelomové teoretické práce v oblasti teorie velkého třesku, včetně nukleosyntézy a předpovědi reliktního záření. 

## Dětství a vzdělání
Alpher pocházel z rodiny běloruských židovských imigrantů. Jeho matka zemřela na rakovinu, když mu bylo 17, otec se později znovu oženil. Ve věku 15 let absolvoval Alpher střední školu ve Washingtonu D. C. Pracoval v divadle po dobu tří let a rovněž se naučil těsnopis, nechal se tedy zaměstnat jako stenograf u Americké geofyzikální společnosti. V roce 1940 byl přijat o odboru pozemského magnetismu u Carnegieovy nadace, podílel se na vývoji zbraní pro americkou armádu za druhé světové války. V letech 1944 až 1955 byl zaměstnán na Univěrzitě Johnse Hopkinse, kde se podílel na vývoji balistických střel a naváděcích systémů. V roce 1948 získal doktorát z fyziky s teorií nukleosyntézy. Od roku 1948 spolupracoval s Robertem Hermanem, což vedlo k předpovědi kosmického reliktního záření.
Ve věku 16 let získal stipendium na Massachusettském technologickém institutu, ale toto bylo staženo po povinném setkání se zástupcem univerzity. Místo toho získal bakalářský titul na Univerzitě George Washingtona, po celou dobu studia pracoval pro námořnictvo a laboratoř na Univerzitě Johnse Hopkinse. Setkal se s prominentním fyzikem Georgem Gamowem, který ho přijal jako doktoranda. Alpherovy matematické schopnosti mohly podpořit Gamowovy teoretické práce o původu prvků. Alpher předpověděl radiaci z doby počátku vesmíru, reliktní záření, které objevili Arno Allan Penzias a Robert Woodrow Wilson v roce 1964.
Na univerzitě George Washingtona se Alpher setkal s Louise Simons, která studovala psychologii a pracovala jako sekretářka pro ministerstvo zahraničí. Krátce na to se vzali.

## Teorie velkého třesku
Alpherova disertace z roku 1948 se zabývala oblastí fyziky později známou jako nukleosyntéza velkého třesku. Velký třesk je termín vymyšlený Fredem Hoylem pro konkurenční teorii, údajně jako posměšný, poprvé použitý na BBC v roce 1950. Nukleosyntéza je vysvětlení vzniku jednoduchých prvků, popřípadě vzniku složitějších prvků z jednodušších. Těsně po vzniku vesmíru, když byla ve vesmíru vysoká teplota, pokud byly vůbec přítomny nějaké jaderné částice, nemohlo dojít ke slučování neutronů a protonů za vzniku jader lehkých prvků. I kdyby ke sloučení došlo, výsledné jádro by bylo ihned rozbito dalšími reakcemi s fotony, které v té době mohly svoji kinetickou energií překonat vazebnou energii jader. Nicméně jak vesmír rostl a stárl, tak také chlad. Tak se stalo, že asi jednu sekundu po jeho vzniku klesla teplota a energie natolik, že jaderná síla zvítězila nad energií fotonů a začaly se tvořit první lehká jádra, zejména deuterium. Když vesmír chladl dál, začala se tato jádra slučovat a vznikla jádra těžší, například jádra helia.
Alpher tvrdil, že velký třesk vytvořil vodík, helium a další prvky ve správném poměru vysvětlujícím jejich zastoupení v raném vesmíru. Alpherova a Gamowova teorie navrhovala, že se těžší jádra tvořila postupným zachytáváním neutronů. Nicméně později byla tato možnost zpochybněna, jelikož nebyl nalezen žádný stabilní izotop s atomovým číslem pět nebo osm, což brání produkci prvků těžších než helium. Na základě práce Freda Hoyla, Hanse Betheho, Williama Alfreda Fowlera a dalších tak nakonec bylo zjištěno, že těžší prvky vznikají hvězdnou nukleosyntézou ve hvězdách.
Vzhledem k tomu, že byla Alpherova práce vnímána jako přelomová, její obhajoby se zúčastnilo více než 300 lidí, včetně novinářů. Články o obhajobě se pak objevily i v novinách.
Později Alpher spolupracoval s Robertem Hermanem a společně předpověděli teplotu reliktního záření, známého také jako mikrovlnné záření pozadí, vyplývající z předpokládané existence velkého třesku.  Nicméně tato předpověď byla zapomenuta do doby, než na počátku 60. let ke stejnému závěru dospěli Robert Henry Dicke, James Peebles a Jakov Borisovič Zeldovič. Existence reliktního záření byla experimentálně potvrzena Penziasem a Wilsonem v roce 1964. 
Alpherova práce byla zveřejněna 1. dubna 1948 ve Physical Review se autory Alpherem, Bethem a Gamowem. Ačkoli je na práci podepsán Bethe, nijak se na ní nepodílel, ačkoli později pracoval na podobných tématech. Jeho jméno bylo přidáno na seznam, aby doplnilo další dvě jména připomínající písmena řecké abecedy, vznikla tak práce známá také jako Alfa-Beta-Gama model. Robert Herman byl jako autor vynechán, jelikož se jeho jméno nehodilo do trojice jmen připomínajících řeckou abecedu. Gamow se údajně snažil přesvědčit Hermana aby se přejmenoval na Deltera, což však Herman odmítl. Alpher se domníval, že tento Gamowův smysl pro humor uškodil přijetí teorie.
V roce 1993 získali za práci na teorii velkého třesku Herman a Alpher Henry Draper Medal.  Za související témata byly uděleny dvě Nobelovy ceny, Alpher, Herman ani Gamow však nikdy žádnou nezískali. Alpher také napsal knihu o své práci v kosmologii "Genesis of the Big Bang".

## Pozdější život
Roku 1955 začal Alpher pracovat pro General Electric Company v jejich výzkumném a vývojovém středisku. Jeho hlavní činností bylo pracovat na návratových systémech z vesmíru. Nepřestal ale spolupracovat s Hermanem na kosmologii.
V letech 1987–2004 působil jako profesor fyziky a astronomie na Union College v New Yorku, po tuto dobu se znovu pohyboval ve vědě a působil jako vedoucí prací. Ve stejném období rovněž zastával pozici vedoucího Dudley Observatory. Od roku 2005 do své smrti byl na obou pracovištích emeritním profesorem, respektive ředitelem.
Od února 2007 byl ve špatném zdravotním stavu, měl zlomenou kyčel. Zemřel v srpnu 2007.

## Osobní život
Pocházel s židovské rodiny, sám se však prohlašoval za agnostika a humanistu. S manželkou měl syna a dceru.